# Округ Кортланд (Њујорк)
Округ Кортланд (енгл. Cortland County) је округ у америчкој савезној држави Њујорк. По попису из 2010. године број становника је 49.336.

## Демографија
Према попису становништва из 2010. у округу је живело 49.336 становника, што је 737 (1,5%) становника више него 2000. године.
| Група             | 2000.          | 2010.          |
| Белци             | 46.748 (96,2%) | 46.252 (93,7%) |
| Афроамериканци    | 416 (0,9%)     | 760 (1,5%)     |
| Азијати           | 201 (0,4%)     | 416 (0,8%)     |
| Хиспаноамериканци | 565 (1,2%)     | 1.094 (2,2%)   |
| Укупно            | 48.599         | 49.336         |